# Prowincja św. Pawła Apostoła Zakonu Braci Mniejszych na Malcie
Prowincja maltańska św. Pawła Apostoła (malt. Provinċja Franġiskana ta'San Pawl Appostlu f'Malta) – maltańska prowincji Zakonu Braci Mniejszych z siedzibą prowincjała w Valletcie.

## Historia
W XV w. w łonie zakonu franciszkańskiego prężnie rozwijała się reforma propagowana przez św. Bernardyna ze Sieny. Ruch reformatorski na Sycylii znalazł poparcie w osobie arcybiskupa Matteo Giumarry z Agrigento. Reforma dotarła na Archipelag Maltański pod koniec XV wieku. Pierwotnie franciszkanie z Malty należeli do prowincji sycylijskiej Zakonu Braci Mniejszych w Noto, posiadając klasztor w Rabacie. Wielki mistrz Zakonu Maltańskiego Pietro Guidalotti podarował obserwantom ziemię, na której wzniesiono drugi klasztor w Vallettcie. Chociaż franciszkanie z Malty dążyli do uzyskania niezależności od prowincji sycylijskiej, sprawę blokowały władze Królestwa Sycylii. W XVII w. dwaj franciszkanie, Accursio Stuppia i Giovanni Nicola Falzon, którzy udali się w tym celu do Rzymu, przypłacili to banicją, nałożoną oficjalnie przez uległego wobec Neapolu wielkiego mistrza Manuela Pinta da Fonseca. W 1790 dwa klasztory obserwanckie na Malcie cieszyły się pewną autonomią, trwało to jednak bardzo krótko. Dopiero w 1838 władze zakonu utworzyły na Malcie kustodię. Stało się to możliwe dzięki przejściu archipelagu w ręce Brytyjczyków po kongresie wiedeńskim.
Kustodia maltańska pw. św. Jana Chrzciciela wzniosła dwa nowe klasztory w Sliemie (Madonna del Sacro Cuor) i na Gozo (Sant’Antonio di Padova). W 1914 przybył na Maltę generał zakonu o. Pacifico Monza OFM. Ogłoszono publicznie dekret definitorium generalnego z 7 kwietnia 1914, ustanawiający nową prowincję maltańską. Patronem dla nowej jednostki administracyjnej Zakonu Braci Mniejszych obrano św. Pawła Apostoła. Pierwszym prowincjałem został Anton Maria Cesal OFM. W ciągu stuletniej historii powstawały nowe konwenty: Ħamrun, Baħar iċ-Ċagħaq, Ħal Far, Birkirkara, Mellieħa, Marsaskala. Maltańscy franciszkanie pracują obecnie również w Londynie, Toronto, Adelajdzie, Hondurasie, Libii i Izraelu. Franciszkanie na Malcie prowadzą również Komisariat Ziemi Świętej. Przy klasztorach istnieją wspólnoty Franciszkańskiego Zakonu Świeckich.

## Klasztory prowincji
Prowincja św. Pawła Apostoła posiada swoje domy zakonne w następujących miejscowościach:
- Baħar iċ-Ċagħaq − St. Mary of the Angels
- Baħar iċ-Ċagħaq − Porziuncola Retreat House
- Birkirkara − Kappella Nazju Falzon
- Ħamrun
- Mellieħa − Bahia House
- Mġarr
- Rabat
- Sliema − Chapel “Gesu’ l-Habib”
- Sliema − drugi dom
- Valletta − kuria prowincjalna